# Dhamnod
Dhamnod (en hindi: धामनोद ) es una localidad de la India, en el distrito de Dhar, estado de Madhya Pradesh.

## Geografía
Se encuentra a una altitud de 176 m s. n. m. a 292 km de la capital estatal, Bhopal, en la zona horaria UTC +5:30.

## Demografía
Según estimación 2010 contaba con una población de 34 358 habitantes.